# Saint-Laurent-sur-Sèvre
Saint-Laurent-sur-Sèvre is een gemeente in het Franse departement Vendée (regio Pays de la Loire) en telt 3307 inwoners (1999). De plaats maakt deel uit van het arrondissement La Roche-sur-Yon.
De plaats is een katholiek bedevaartsoord. Elk jaar bezoeken ongeveer 25.000 gelovigen de graftombe van de heilige Louis-Marie Grignion de Montfort, stichter van de Montfortanen, in de basiliek.
In de gemeente is ook een grote katholieke school,  Saint-Gabriel – Saint Michel, die ongeveer 2.500 leerlingen telt waarvan 1.300 internen.

## Geschiedenis
De plaats ontstond in de 5e of 6e eeuw en droeg aanvankelijk de naam Saint-Pierre-de-Savara. Door de aanwezigheid van een reliek, een botje van een duilm toegeschreven aan de heilige Laurentius, werd de plaats een bedevaartsoord. In 1050 werd een kerk gewijd aan Sint-Laurentius gebouwd en de plaats nam de naam Saint-Laurent aan.
In 1716 overleed Louis-Marie Grignion de Montfort in Saint-Laurent en werd daar begraven. De religieuze congregaties die door hem werden gestichten openden kloosters in Saint-Laurent. Tijdens de Opstand in de Vendée was Saint-Laurent een centrum van de opstand en het republikeinse leger hield hier tussen januari en maart 1794 lelijk huis. In de tweede helft van de 19e eeuw kwam er industrie in de gemeente.
Katholieken verzamelden in Saint-Laurent-sur-Sèvre in 1925, 1947 en 1950 om te betogen voor het vrij onderwijs in Frankrijk. Ook de heiligverklaring van Louis-Marie Grignion de Montfort (in 1947) en de zaligverklaring van zuster Marie-Louise de Jésus (in 1993) zorgden voor een grote volkstoeloop. In 1996 bezocht paus Johannes Paulus II de gemeente om te bidden aan het graf van Louis-Marie Grignion de Montfort.

## Geografie
De oppervlakte van Saint-Laurent-sur-Sèvre bedraagt 15,8 km², de bevolkingsdichtheid is 209,3 inwoners per km². De Sèvre Nantaise stroomt door de gemeente, die dicht bij de grens met de departementen Maine-et-Loire en Deux-Sèvres ligt.
De onderstaande kaart toont de ligging van Saint-Laurent-sur-Sèvre met de belangrijkste infrastructuur en aangrenzende gemeenten.

## Demografie
Onderstaande figuur toont het verloop van het inwonertal (bron: INSEE-tellingen).